# Marco Ureña
Marco Danilo Ureña Porras, ou simplesmente Marco Ureña (San José, 5 de março de 1990), é um futebolista costarriquenho que atua como atacante. Atualmente joga pelo Cartaginés.